# Adaina beckeri
Adaina beckeri là một loài bướm đêm trong họ Pterophoridae. Loài bướm đêm này được tìm thấy ở Colombia và Ecuador. Con trưởng thành có sải cánh dài 12–15 mm. Con trưởng thành bay vào tháng 5, 9 và 10 trong năm. Cánh trước màu trắng son và các đốm màu nâu nhạt. Cánh sau và rìa màu nâu xám. Ấu trùng ăn các loài thực vật.